# 高村和宏
高村 和宏（たかむら かずひろ、1972年10月10日 - ）は、日本の男性アニメーター、キャラクターデザイナー、アニメ監督。株式会社スタジオフォートゥー（studio42）取締役。福井県出身、血液型はB型、星座はてんびん座。
なお、中村プロダクションに所属する動画職人の高村和宏は、同姓同名の別人である。

## 概要
代々木アニメーション学院名古屋校を卒業後、スタジオ・ザインや建設会社を経た後にガイナックスに入社。以来、同社作品にキャラクターデザイン・作画監督・原画などの役職で多数参加している。
ガイナックスの社員当時、作画監督や絵コンテで制作に参加した『彼氏彼女の事情』の第19話「14DAYS・1」では、登場人物のF組級長「深田航平」役として写真切り抜きで出演した（同話はセル画を使用せず線画や実写の切り抜きを人形劇の様にして撮影する、いわゆる「劇メーション」で制作された）。後に同社の作品である『フリクリ』の第3話「マルラバ」にも同じ表現で登場している。その後、『ストライクウィッチーズ』で自身初となる監督を務めることとなった。
ストライクウィッチーズをきっかけに、ファンから『股間督』（こかんとく、「股間」 + 監「督」の意）という呼び名で親しまれるようになった。これは、女性キャラの下半身の描写への拘りに対する賛美の証として、ファンが付けた愛称である。この事は本人も知っており、雑誌『アニメディア』（2011年2月号）の付録『人気アニメーター直筆データファイル2011』において、『ニックネーム』の項目に自ら『股間督』と記載している。
また、同付録において、『2011年の目標・野望を教えてください!』という質問には『お客さんに喜んでもらえる作品を作ることです』と答え、『今後のご予定、お仕事PRをお願いします!!』という質問に対しては、『可愛いはすべてにおいて優先する』と回答している。
業界入り以来長年に亘ってガイナックスに所属し、その後はフリーランスで活動していたが2016年にストライクウィッチーズのプロデューサーを務めた今本尚志と共に「株式会社スタジオフォートゥー（studio42）」を設立し、取締役に就任している。

## 主な参加作品

### テレビアニメ
1995年
- 新世紀エヴァンゲリオン（-1996年、動画・原画）

1998年
- ルパン三世 炎の記憶〜TOKYO CRISIS〜（原画）
- ジェネレイターガウル（原画）
- 彼氏彼女の事情（-1999年、作画監督・原画・顔ノ出演）
- カードキャプターさくら（-2000年、作画監督・原画）

1999年
- 小さな巨人 ミクロマン（原画）
- メダロット（絵コンテ）
- 今、そこにいる僕（-2000年、原画）

2001年
- ギャラクシーエンジェル（OP原画）
- まほろまてぃっく（キャラクターデザイン・総作画監督・作画監督・原画）

2002年
- アベノ橋魔法☆商店街（#8ゲストキャラクターデザイン）
- まほろまてぃっく〜もっと美しいもの〜（-2003年、キャラクターデザイン・総作画監督・作画監督・原画）

2004年
- この醜くも美しい世界（キャラクターデザイン・総作画監督・作画監督・原画）

2005年
- これが私の御主人様（キャラクターデザイン・総作画監督・作画監督・原画）

2006年
- BLOOD+（作画監督）
- 貧乏姉妹物語（キャラクターデザイン）

2007年
- ひだまりスケッチ（絵コンテ・原画）
- 天元突破グレンラガン（作画監督・原画・第二原画・アイキャッチ）
- 機動戦士ガンダム00（作画監督）

2008年
- ストライクウィッチーズ（監督・キャラクターデザイン・脚本・OP絵コンテ・作画監督補佐）

2009年
- まほろまてぃっく特別編 ただいま◆おかえり（キャラクターデザイン・総作画監督・OP総作画監督）

2010年
- ストライクウィッチーズ2（監督・アニメキャラクターデザイン・脚本・絵コンテ・OP絵コンテ・キャラ作画監督）

2011年
- ダンタリアンの書架（作画監督）
- THE IDOLM@STER（作画監督）

2013年
- ビビッドレッド・オペレーション（監督・シリーズ構成・キャラクターデザイン）

2016年
- ブレイブウィッチーズ（監督・アニメキャラクターデザイン・絵コンテ・総作画監督）

2020年
- ストライクウィッチーズ ROAD to BERLIN（監督・キャラクターデザイン・絵コンテ）

2025年
- 機動戦士Gundam GQuuuuuuX（画コンテ）

### 劇場アニメ
- 新世紀エヴァンゲリオン劇場版 Air/まごころを、君に（1997年、動画）
- ヱヴァンゲリヲン新劇場版:破（2009年、原画）
- ストライクウィッチーズ 劇場版（2012年、監督・アニメキャラクターデザイン）
- シン・エヴァンゲリオン劇場版（2021年、原画）

### OVA
- AIKa（1997年 - 1998年、原画）
- サクラ大戦 轟華絢爛（2000年、原画）
- フリクリ（2000年 - 2001年、原画・顔の出演）
- ストライクウィッチーズ Operation Victory Arrow (2014年 - 2015年、監督・アニメキャラデザイン)

### ゲーム
- ときめきメモリアル2 対戦ぱずるだま（2001年、オープニングムービーにて絵コンテ・演出・作画監督・原画）

### ゲームブック
- クイーンズブレイド（2006年、「冥土へ誘うもの アイリ」キャラクターデザイン・原画）

### アダルトゲーム
- エヴァと愉快な仲間たち 脱衣補完計画!（1999年、イベント原画）
- フィギュアヘッド（2007年、キャラクターデザイン）

### 画集
- 高村和宏 ANIMATION WORKS（角川書店2010年3月26日発売、ISBN 978-4-04-854378-1）